# Нижний Мамон
Нижний Мамон — село в Верхнемамонском районе Воронежской области Российской Федерации.
Село является административным центром Нижнемамонского 1-го сельского поселения. Здесь размещена администрация поселения. 
Ранее село делилось на две части. Первая входила в Нижнемамонское 1-е сельское поселение, вторая — в Нижнемамонское 2-е сельское поселение. В 2014 году 2-е сельское поселение было включено в 1-е, а две части одного села объединены.

## География
Расположено в 15 км от районного центра села Верхний Мамон в восточной части Верхнемамонского района, в 225 км от областного центра города Воронежа.
Уличная сеть
Бывшее 1-е сельское поселение:
| - ул. 1 Мая, - ул. 40 лет Победы, - ул. 50 лет Победы, - ул. 8 Марта, | - ул. Гагарина, - ул. Калинина, - ул. Красная, - ул. Мичурина, | - ул. Октябрьская, - ул. Полевая, - ул. Прокатова, - ул. Пролетарская, | - ул. Садовая, - ул. Ульяновская, - ул. Фирсова. |

Бывшее 2-е сельское поселение:
| - ул. 1 Мая, - ул. 50 лет Победы, - ул. Березовая, - ул. Бульварная, - ул. Гагарина, | - ул. Горького, - ул. Кольцовская, - ул. Красина, - ул. Ленина, - ул. Молодёжная, | - ул. Песчаная, - ул. Прогресс, - ул. Революции, - ул. Садовая, - ул. Свободы, | - ул. Советская, - ул. Терешковой, - ул. Трудовая, - ул. Усманская, - ул. Шевченко. |

## История
Одно из крупнейших сёл района расположено восточнее райцентра вдоль левого берега реки Мамонки и Дона.
Е. Болховитинов в числе «знатнейших селений» в Павловском уезде называл Нижний Мамон и указывал, что по ведомости 1798 года, в нём значится приходских женщин – 842, мужчин – 825 душ. Краевед Г. Германов считал, что Нижний Мамон населен не ранее 1740 года, когда была построена церковь. А. И. Гайворонский полагает, что поселение на реке Мамонке образовалось «около 1700 года». Д. Ф. Шеншин установил, что поселение на Мамонке возникло в 1702 году, как застава Острогожского полка.
В 1861 году в селе открыто народное училище. В 1894 году в Нижнемамонской волости (шесть населенных мест с хуторами) имелось три земских и одно приходское училище. В 1901 году в Нижнем Мамоне работало три земских школы, где обучались 198 детей, в том числе 12 девочек.
В 1920 году из 11 565 жителей Нижнемамонской волости было неграмотных и малограмотных 4557 человек. В 1928 году в селе имелось пять школ и работали десять учителей. В 1934 году открыто две неполных средних школы. В 1947 году в Нижнем Мамоне было две семилетних и шесть начальных школ, в них работали 50 учителей. В 1957 году открыта средняя школа, в 1991 году – вторая средняя. В 2000 году в двух школах обучались 480 человек, работали 70 учителей, из них 57 с высшим образованием.
В 1881 году земством в Нижнем Мамоне открыт фельдшерский пункт. С 1922 до 1961 годы здесь работал известный врач А. М. Рудых. В 1939 году он открыл в селе больницу с роддомом и первым в Павловском и Верхнемамонском районах туберкулезным отделением. С 1957 года в нижнемамонской больнице оказывается хирургическая помощь, в 1973 году построено здание новой больницы на 35 коек.
В 1900 году в селе имелось 104 ветряных и 5 водяных мельниц, 5 воскобойных и свечных заводов, кожевенные мануфактуры, 3 кирпичных завода, винные и мелочные лавки.
В селе и на хуторе Ковыльный находились почтовые станции при Черкасском тракте. Ежегодно проводились три ярмарки: Алексеевская – 17 марта, Пятницкая – июнь, Михайловская – 8 ноября.
В селе имелось четыре церковных прихода: Пресвятой Богородицы, Богословский, Михайловский, Пантелеймоновский.
Советская власть в Нижнем Мамоне установилась в начале 1918 года. На общинном сходе председателем Совета был избран Василий Михайлович Пушилин. В мае прошли перевыборы в Совет, председателем Совета избран Я. Н. Берлев. В июле 1918 года село было захвачено казаками Краснова. Члены исполкома Я. Н. Берлев, Т. П. Соловьев, В. И. Сбитнев арестованы, двое последних расстреляны в Березовом яру. На стороне красного движения в гражданской войне участвовали более 500 нижнемамонцев. В августе 1918 года между Нижним Мамоном и Нижней Гнилушей шли кровопролитные бои между бойцами – малаховцами и казаками Краснова. С обеих сторон были многочисленные жертвы и расстрелы пленных. Окончательно власть Советов установлена в конце декабря 1919 года после освобождения села от казаков Деникина.
В феврале 1921 года часть крестьян села Нижний Мамон поддержала мятеж Колесникова. В результате борьбы отряда ЧОН И. П. Плотникова и мятежников погибли около тысячи нижнемамонцев.
В январе 1930 года в Нижнем Мамоне было создано два колхоза, к весне они объединились, в их состав вошло около тысячи крестьянских хозяйств. Организатором коллективизации в селе стал ленинградский рабочий 25-тысячник Г. В. Дикарев. В последующее время в селе было создано семь более мелких общественных хозяйств, объединённых в колхозы «Победа» и «Родина».
В селе Нижний Мамон с хуторами с 1928 по 1958 годы имелось три сельских совета: Молотовский и два Нижнемамонских; с 1958 года – два: 1–й и 2–й Нижнемамонские.
В 1942 году Нижний Мамон находился у прифронтовой полосы. Здесь были сосредоточены войска 63-й армии Юго-Западного фронта. Отсюда по наведенной переправе через реку Дон 17 декабря 1942 года начался прославленный Тацинский рейд 24-го танкового корпуса генерала В. М. Баданова. В Великой Отечественной войне принимали участие более тысячи нижнемамонцев. Из них 451 не вернулся с поля боя.
В конце 1960-х и в 1980-е годы село Нижний Мамон полностью преобразилось. Здесь появились новые дома жителей села, производственная база колхозов «Победа» и «Родина». Построены два СДК, больница, аптека, отделения связи, четыре новых школьных здания, шоссейная дорога, водопровод, система газообеспечения (1999—2000).
В 2000 году в селе имелось 2097 домов и проживали 4140 чел. Главой администрации с. Нижний Мамон – 1 работал Лысых Евгений Иванович, а Нижний Мамон – 2 — Маслов Виктор Степанович.

## Население
| 1859  | 1897  | 2002  | 2010  | 2012  | 2013  | 2014  |
| ----- | ----- | ----- | ----- | ----- | ----- | ----- |
| 4340  | ↗7241 | ↘3969 | ↘2106 | ↘2065 | ↘2036 | ↗3634 |
| 2015  | 2021  |       |       |       |       |       |
| ↘3564 | ↘3464 |       |       |       |       |       |

## Известные уроженцы
- Торопчин, Иван Михайлович (1896-1972) - советский военачальник, полковник
- Фирсов Илья Петрович ( 1905-1943) - командир скоростной бомбардировочной авиационной эскадрильи 80-го смешанного авиационного полка 9-й армии, майор. Герой Советского Союза.